# Система противоракетной обороны НАТО
Система противоракетной обороны НАТО — создаваемая на территории ряда европейских государств — членов НАТО и в акватории Средиземного моря система противоракетной обороны, основанная на так называемом Европейском поэтапном адаптивном подходе (Phased, Adaptive Approach for Missile Defense in Europe) к созданию такой системы. Заявленная цель — защитить европейских союзников США по НАТО и развёрнутые в регионе силы США от ударов баллистических ракет.

## История
В 1999 году президент США Билл Клинтон подписал законопроект о создании Национальной ПРО. Необходимость разработки НПРО, по заявлению Клинтона, была связана с «усиливающейся угрозой возможного создания и размещения странами-изгоями ракет большой дальности, способных нести оружие массового поражения, против США и их союзников».
В 2001 году президент Джордж Буш (младший) объявил, что система НПРО будет защищать территорию не только США, но и их союзников и дружественных стран, что, возможно, потребует размещения на их территории элементов этой фактически глобальной системы.
В июне 2002 года США официально вышли из Договора 1972 года об ограничении систем противоракетной обороны.
В начале октября 2004 года США, заявляя о своём беспокойстве в связи с появлением у Ирана ракет среднего радиуса действия, способных поражать цели на расстоянии 2 тыс. км, приняли решение ускорить развёртывание системы ПРО в США и провели консультации с европейскими союзниками о размещении ракет-перехватчиков в Европе и включении их в зону действия американской ПРО. Среди первых в этом списке оказалась Великобритания как ближайший союзник США. Ряд стран Восточной Европы, в первую очередь Польша, выразили желание разместить на своей территории элементы системы ПРО, включая противоракеты.
В переговорах участвовали Агентство НАТО по консультациям, командованию и управлению и Конференция национальных директоров НАТО по вооружениям. Исследования показали техническую реализуемость такой ПРО. США несколько лет вели переговоры с Чехией и Польшей по размещению ракет-перехватчиков и радарных систем, и обе страны согласились на размещение. В апреле 2007 европейские члены НАТО призвали к созданию ПРО НАТО, дополнившей бы ПРО США и защитившей бы Европу от потенциального ракетного нападения, Североатлантический совет провёл консультации по этому вопросу на высоком уровне. В ответ президент России Владимир Путин заявил, что это поощряет гонку вооружений и повышает вероятность взаимного уничтожения, а также что Россия заморозит исполнение ДОВСЕ до тех пор, пока все участники НАТО не ратифицируют АДОВСЕ. Генсек НАТО Яап де Хооп Схеффер заявил, что система не угрожает стратегическому балансу и России, так как в Польше разместят лишь 10 ракет-перехватчиков на пару с радаром в Чехии. 14 июля 2007 Россия уведомила о решении выйти из ДОВСЕ, что вступило в силу через 150 дней. 14 августа 2008 США договорились с Польшей о размещении комплекса ПРО и ракет MIM-104 Patriot для ПВО. Это случилось в период высокого напряжения отношений Россия-НАТО и привело к угрозам в адрес Польши. 20 августа было подписано официальное соглашения, а Россия разорвала отношения с НАТО. Во время бухарестского саммита НАТО 2008 года были дополнительно обговорены детали и последствия размещения ПРО.

## Турция
В январе 2012 года на юго-востоке Турции, в провинции Малатья, был запущен радар противоракетной обороны НАТО. Радиолокационная станция раннего оповещения о ракетном нападении, входящая в систему ПРО НАТО в Европе, начала работу на базе 2-й полевой армии и оперативно-тактической базы турецких ВВС. Меморандум о размещении на турецкой территории радара НАТО был подписан в Анкаре в сентябре 2011 года. Место дислокации было выбрано с точки зрения удобства просмотра территории Турции с военных кораблей США в Средиземном море.

## Румыния
20 октября 2013 года в Девеселу (Румыния) началось строительство базы ракет-перехватчиков в рамках создания ЕвроПРО.
12 мая 2016 года база была введена в строй. Здесь установлена система Aegis Ashore, управляющая 24 противоракетами Standard SM-3 BlockIB. Комплекс противоракетной обороны Aegis Ashore включает РЛС, центр оперативного управления батареями ПРО и мобильные батареи Mk 41 с ракетами-перехватчиками SM-3.
Россия охарактеризовала создание базы как явное нарушение Договора о ликвидации ракет средней и меньшей дальности.

## Польша
Соглашение между Польшей и США о размещении на польской территории элементов американской системы ПРО было подписано 14 августа 2008 года.
За несколько дней до этого, 9 августа, президент Польши Лех Качиньский в интервью польскому телеканалу TVP1 сказал, что события в Грузии — это «очень мощный аргумент» за размещение в Польше элементов американской системы противоракетной обороны. Первоначально планировалось установить здесь ракеты шахтного базирования большой дальности под управлением радара, расположенного в Чехии. В 2009—2010 годах эти планы были пересмотрены.
13 мая 2016 года на территории бывшего военного аэродрома в посёлке Редзиково на севере Польши состоялась церемония начала строительства аналогичного комплекса, в которой приняли участие польский президент Анджей Дуда, министр обороны Польши Антоний Мачеревич, руководитель МИД Витольд Ващиковский, заместитель министра обороны США Роберт Уорк, представители НАТО. Уорк назвал эту церемонию «началом третьей, финальной фазы создания европейского щита ПРО». По его словам, по завершении строительства польская база «будет готова для обороны северной и центральной частей альянса. Тогда архитектура ПРО НАТО будет завершена и позволит защищать от баллистических угроз всю Европу». Все выступавшие на церемонии считали своим долгом подчеркнуть, что новая база ПРО не направлена против России. По словам Уорка, «европейский щит ПРО призван защитить евроатлантическое пространство от угроз, исходящих извне и связанных с ракетами большой дальности… Пока Иран продолжает размещать баллистические ракеты, мы будем стараться защищаться от этих угроз». «Мы либо слишком близко, либо слишком далеко, чтобы иметь возможность сбивать российские баллистические ракеты, потенциально направленные на США или другие страны-члены альянса», — заявил Уорк. — «Россияне боятся, что это вооружение представляет угрозу для их стратегического оружия. Но это невозможно».
Работу комплекса ПРО будут обслуживать около 200 военных и гражданских специалистов армии США. Объект будет оснащён ракетами-перехватчиками SM-3 средней дальности. Радар и пусковые установки поставит компания AMEC Programs.

## Реакция России
В России создаваемую систему ПРО НАТО рассматривают как часть системы ПРО США. 13 мая 2016 года президент России Владимир Путин на совещании по развитию оборонно-промышленного комплекса заявил, что размещение американских систем ПРО в Европе — это не защита, а наращивание ядерного потенциала: «Это не оборонительные системы, это часть ядерного стратегического потенциала США, вынесенная на периферию» — в Восточную Европу. Эти действия изначально рассматривались как нарушение договора о ликвидации ракет средней и меньшей дальности, поскольку пусковые установки, которые будут размещаться в Румынии и Польше, могут быть использованы для размещения ракет средней и меньшей дальности.